# Ambohimalaza (Ambovombe)
Pour les articles homonymes, voir Ambohimalaza.
Ambohimalaza est une commune urbaine malgache située dans la partie sud de la région d'Androy.